# Bärenschote
Die Bärenschote (Astragalus glycyphyllos), auch Süßholz-Tragant oder Süßer Tragant genannt, ist eine Pflanzenart der Gattung Tragant (Astragalus) innerhalb der Familie der Hülsenfrüchtler (Fabaceae).

## Beschreibung

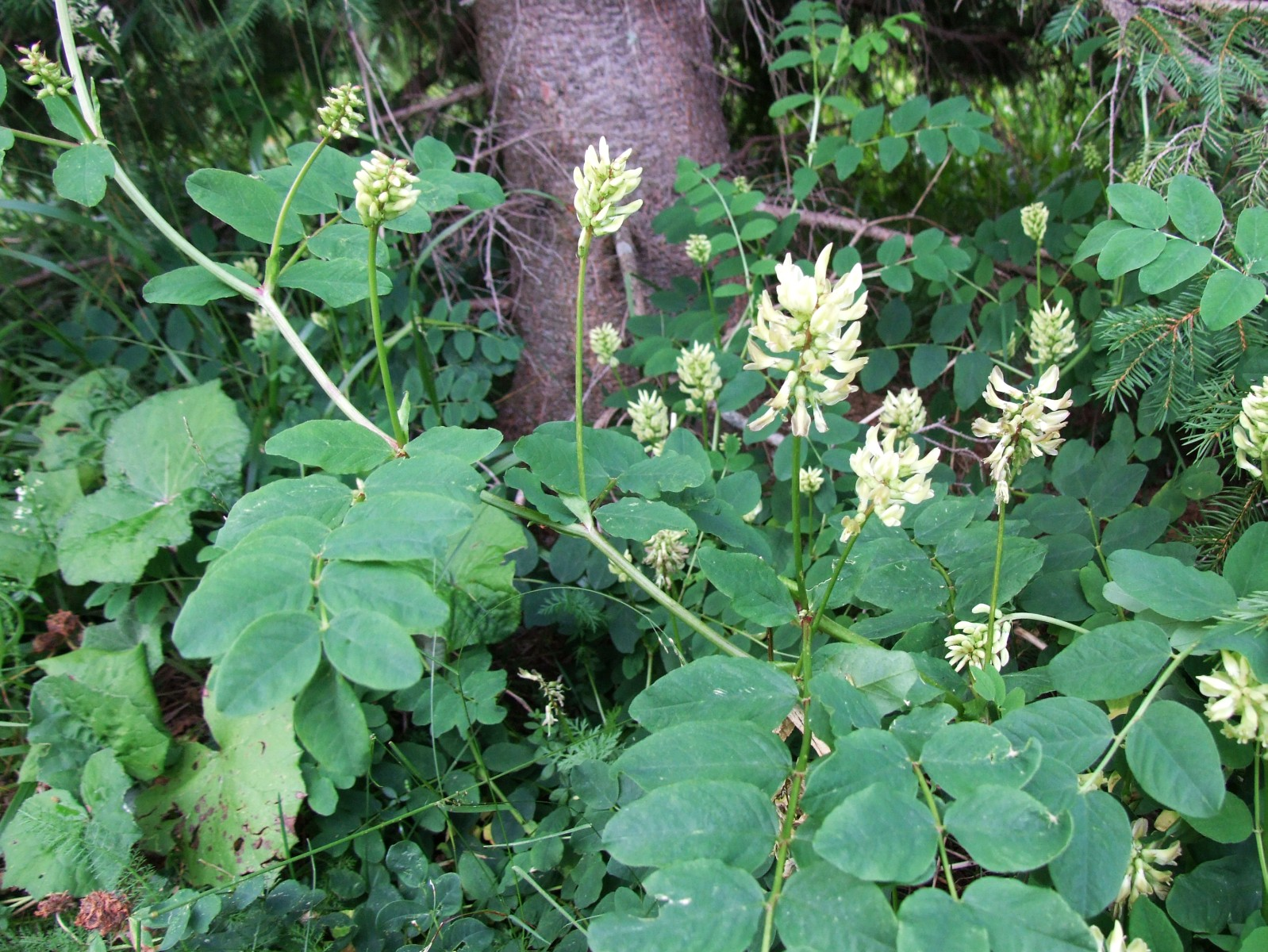
Habitus, Laubblätter und Blütenstände

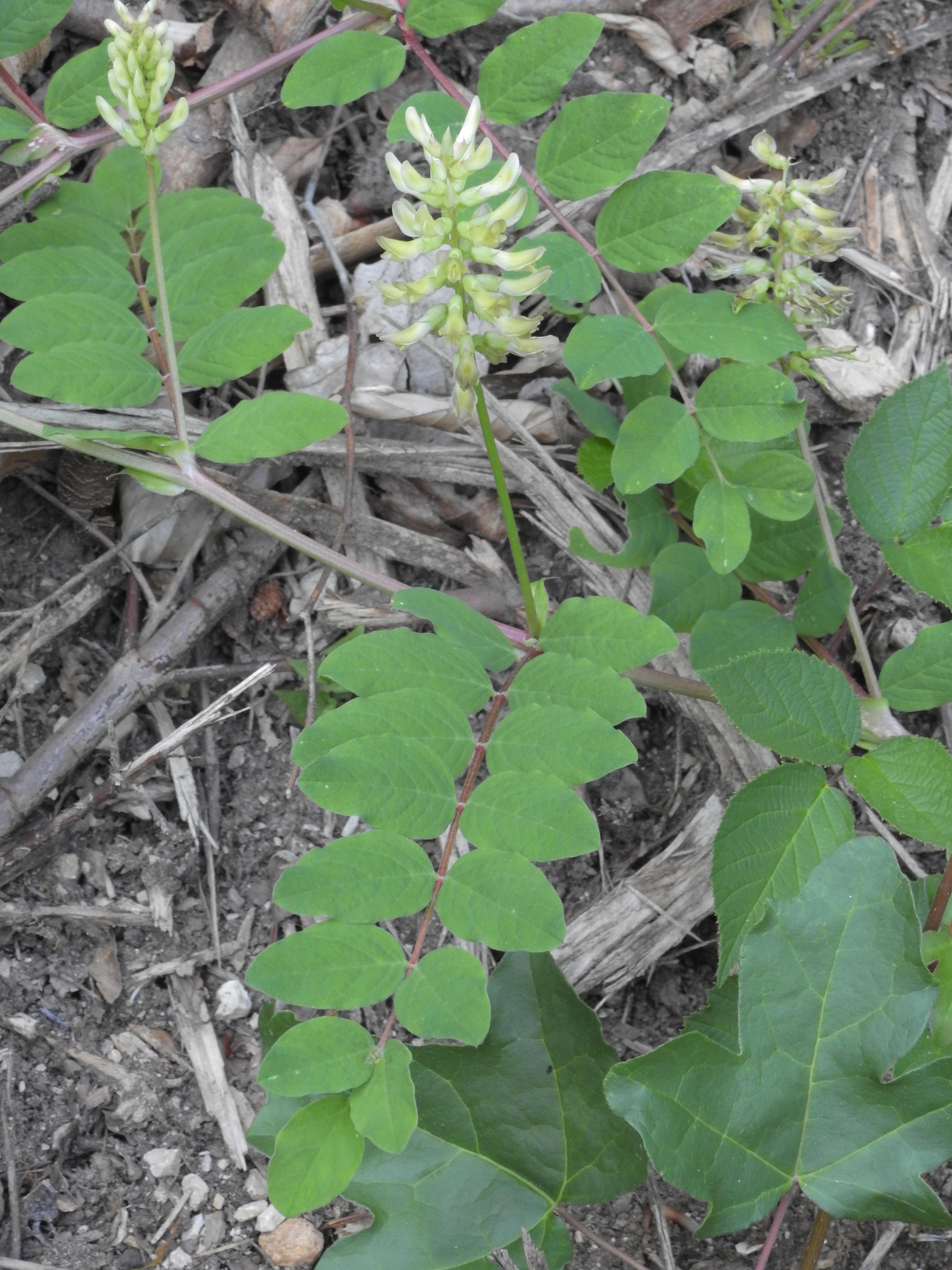
Habitus

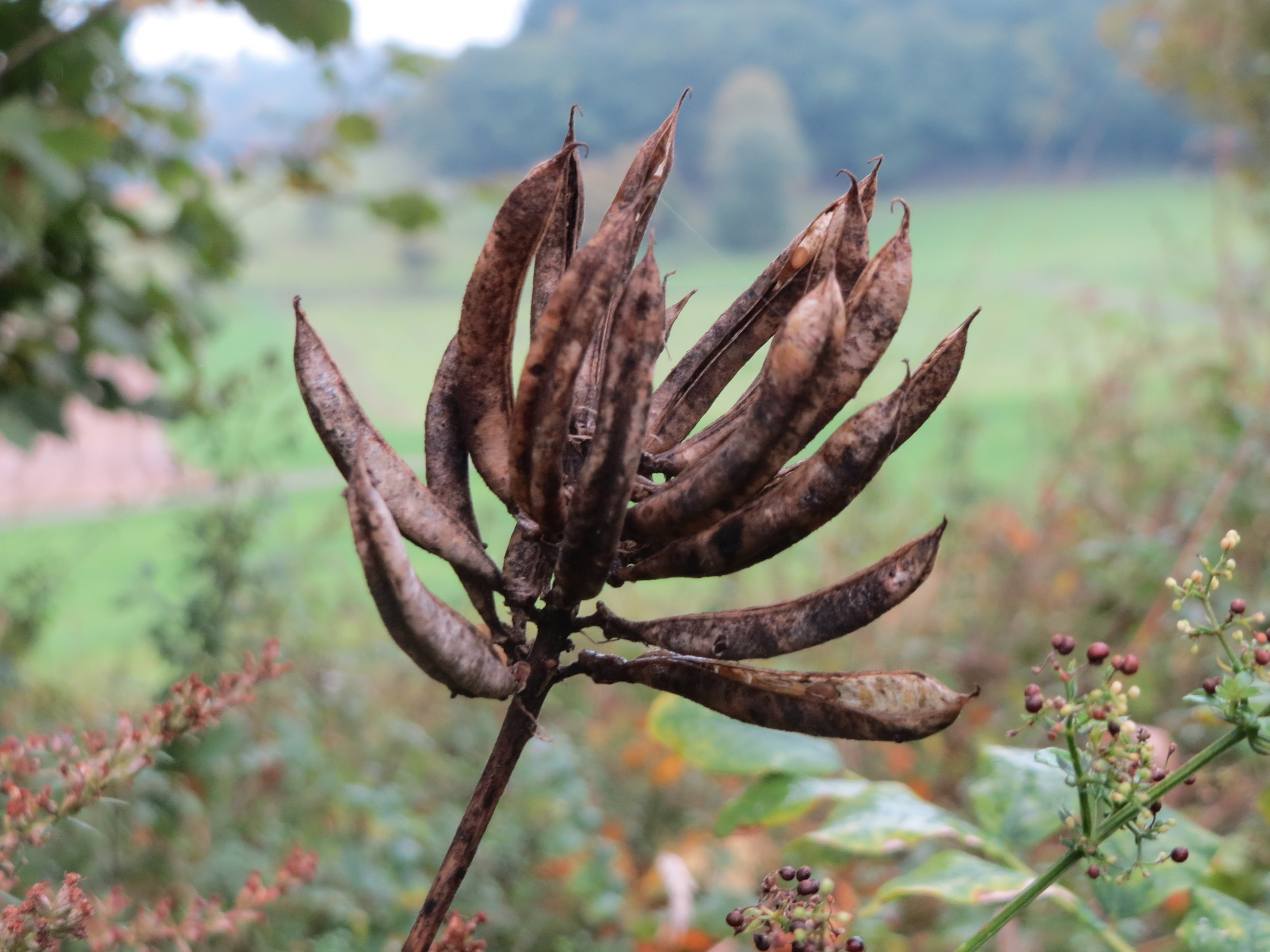
Fruchtstand

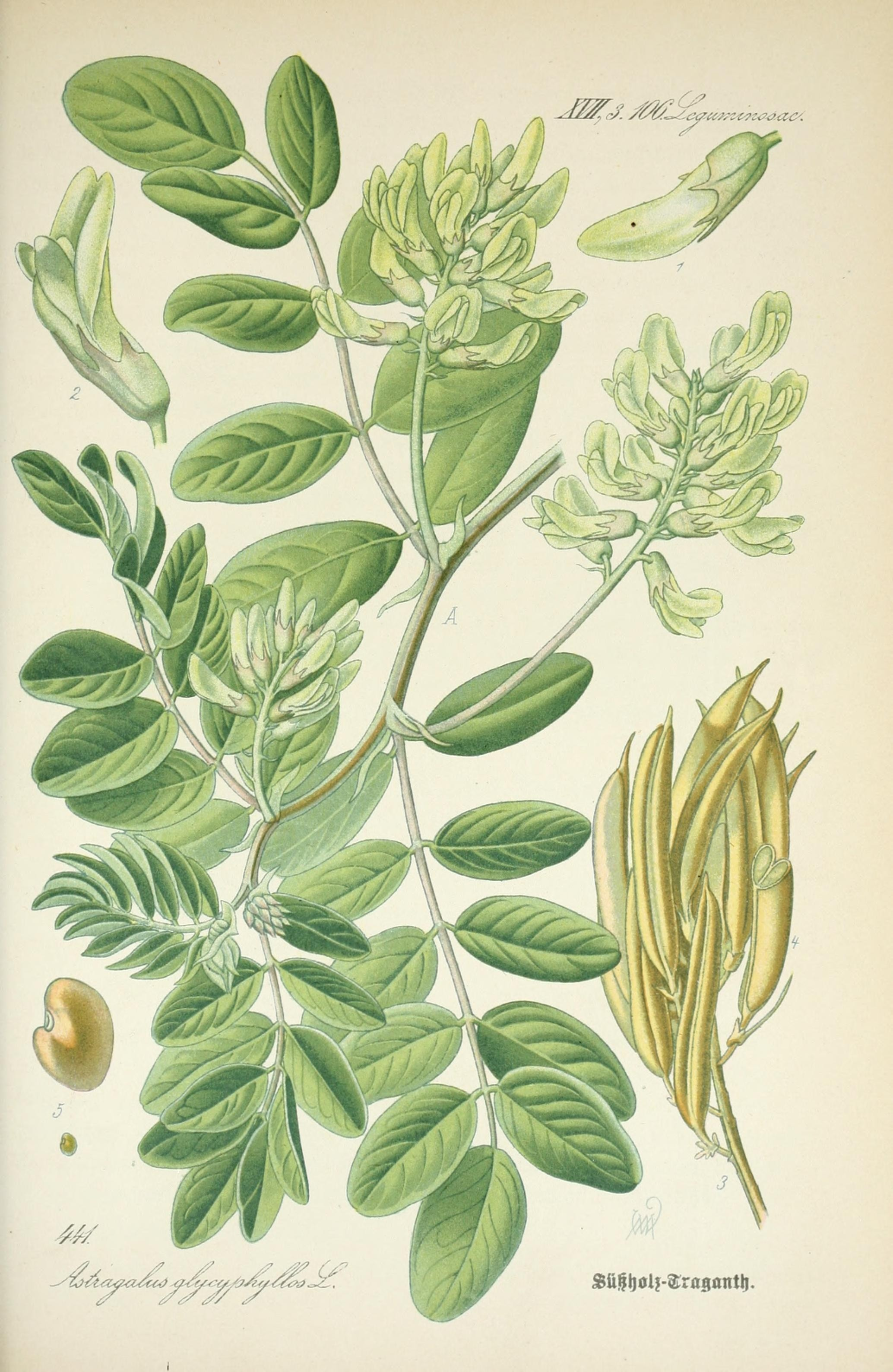
Illustration aus Prof. Dr. Thomé's Flora von Deutschland, Österreich und der Schweiz, in Wort und Bild, für Schule und Haus; mit ... Tafeln ... von Walter Müller, Tafel 441

### Vegetative Merkmale
Die Bärenschote ist eine mehrjährige, krautige Pflanze mit liegenden, an den Enden aufsteigenden Stängeln, die 40 bis 80 Zentimeter, in Ausnahmefällen auch 150 Zentimeter Länge erreichen können.
Die wechselständig angeordneten Laubblätter sind in Blattstiel und -spreite gegliedert. Die unpaarig gefiederte Blattspreite ist 10 bis 20 Zentimeter lang und besitzt mit neun bis fünfzehn FiederBlättchen.  Die süß schmeckenden Blättchen sind bei einer Länge von 2 bis 4 Zentimetern breit-elliptisch; ihre Oberseite ist lebhaft-grün und die Unterseite ist behaart sowie etwas bläulich-grün.

### Generative Merkmale
Die Blütezeit liegt vorwiegend in den Monaten Mai bis Juli. Der traubenförmige Blütenstand ist kürzer als die Laubblätter und enthält viele Blüten.
Die Blüten sind bei einer Länge von bis zu 15 Millimetern zygomorph und fünfzählig mit doppelter Blütenhülle. Die Kronblätter sind bleich grünlich-gelblich.
Die aufwärts gekrümmte, fast sitzende Hülsenfrucht ist 30 bis 40 Millimeter lang sowie 4 bis 5 Millimeter breit und besitzt einen Schnabelfortsatz.
Die Chromosomenzahl beträgt 2n = 16.

## Ökologie
Die Bärenschote ist ein Hemikryptophyt und eine Kriechstaude. Sie besitzt Wurzelknöllchen mit Stickstoff bindenden „Bakterien“. Sie ist ein Tiefwurzler.
Die Blüten sind homogame „Schmetterlingsblumen mit Klappmechanismus“. Bestäuber sind Hummeln und Falter. Erdhummeln „stehlen“ den Nektar durch Aufbeißen der  Kronröhre. Honigbienen entnehmen den Nektar an den so entstandenen Löchern.
Die aufwärts gekrümmte Hülsenfrüchte sind durch eine falsche Scheidewand zweifächrig. Für die Samen erfolgt Zufallsausbreitung durch Huftiere sowie Tierausbreitung als Anhafter. Im offenen Gelände ist allerdings auch Windausbreitung als Bodenroller möglich. Die Samen sind Kältekeimer.
Die Bärenshote ist Wirtspflanze für zahlreiche Arten, z. B. die Gallmücke Dasyneura glycyphylli und den Pilz Uromyces astragali.

## Vorkommen
Das Verbreitungsgebiet der Bärenschote reicht von Portugal bis zum Iran und bis Kasachstan. Die Bärenschote ist vor allem in Mitteleuropa verbreitet und fehlt in weiten Gebieten von Südeuropa. In Deutschland ist die Bärenschote recht verbreitet, nur im Nordwesten des Landes fehlt sie teilweise ganz. In Österreich und der Schweiz ist Astragalus glycyphyllos häufig zu finden. Die Bärenschote steigt in den Allgäuer Alpen in Tirol zwischen Steeg und der Ellbogner Spitze in Höhenlagen bis zu 1600 Metern auf. Er erreicht im Unterwallis sogar eine Höhenlage von 1930 Metern.
Standorte sind meist Waldränder, lichte Gebüsche, Waldschläge gewöhnlich auf kalkhaltigen Lehmböden. Die Bärenschote ist in Mitteleuropa pflanzensoziologisch eine Origanetalia-Ordnungscharakterart. Er kommt oft zusammen mit dem Mittleren Klee (Trifolium medium) oder der Wald-Platterbse (Lathyrus sylvestris) vor.
Die ökologischen Zeigerwerte nach Landolt et al. 2010 sind in der Schweiz: Feuchtezahl F = 2 (mäßig trocken), Lichtzahl L = 3 (halbschattig), Reaktionszahl R = 4 (neutral bis basisch), Temperaturzahl T = 3+ (unter-montan und ober-kollin), Nährstoffzahl N = 3 (mäßig nährstoffarm bis mäßig nährstoffreich), Kontinentalitätszahl K = 4 (subkontinental).

## Taxonomie
Die Erstveröffentlichung von Astragalus glycyphyllos erfolgte 1753 durch Carl von Linné in Species Plantarum, Tomus II, Seite 758. Das Artepitheton glycyphyllos leitet sich von den altgriechischen Wörtern glykys für „süß“ sowie phyllon für „Blatt“ ab und nimmt Bezug auf die süß schmeckenden Blättchen.

## Verwendung
Die Bärenschote ist eine wertvolle Futterpflanze, deren Blätter süß schmecken.

## Trivialnamen
Im deutschsprachigen Raum werden oder wurden für diese Pflanzenart, zum Teil nur regional, auch die folgenden weiteren Trivialnamen verwandt: Bärenschoten (Schlesien), Wild Bockshorn, Christianwurzel, Christianwurtz, Erdmöhren (mittelhochdeutsch), Erdmotten (mittelhochdeutsch), Gliedweich, Wilde Kichern, Knollenkraut, Knollenwurzel, Wild Kolengräcum, Lackritzen, Lakritzwicke, Moren (mittelhochdeutsch), Steinwicken (Schlesien), Stragel (Tirol bei Brixen), Wirbelkraut und Wolfsschoten (Schlesien).